# Bayard Presse
Bayard Presse è un'antica società editoriale francese, fondata a Parigi nel 1870.
Il gruppo ha relazioni strette con la Chiesa cattolica francese ed è controllato dagli Assunzionisti. Il suo principale prodotto sono i testi per l'infanzia, i libri di religione e naturalistici, mentre i più importanti mercati esteri sono Spagna e Cina, con una presenza rilevante in Canada, Italia, Regno Unito e Stati Uniti.

## Storia
Nel luglio 2008, il gruppo trasferì la sede a Montrouge, nella prima periferia della capitale, e contestualmente assunse un nuovo logo dal quale scomparvero le iniziali BP. Tuttavia, dal 1970 la denominazione ufficiale rimase quella di Groupe Bayard.
Nel 2015, ha contribuito a fondare Vers le haut, un think tank per i giovani e l'istruzione, nato in collaborazione con Apprentis d'Auteuil, un'associazione benefica attiva nella formazione e nell'inclusione sociale dei giovani che vivono in condizione di povertà. Nel settembre 2017, completò l'acquisizione della casa editrice Éditions Tourbillon, specializzata in testi per l'adolescenza, della quale precedentemente era azionista minoritario..
Nell'ottobre del 2019, Bayard ha annunciato un ritorno alla profittabilità, chiudendo il bilancio con un utile netto di 3.9 milioni di euro rispetto ai 0.3 mln dell'anno precedente. Trainato dal settore della stampa e dell'editoria per i giovani, il gruppo Bayard ha registrato un fatturato di 344.9 milioni di euro, in crescita dello 0,3% sull'anno precedente..

## Pubblicazioni
Bayard Presse pubblica riviste cattoliche come La Croix, il Catholic Digest negli Stati Uniti, Notre Temps dedicata agli anziani e il trimestrale Le Monde de la Bible.
In lingua inglese, pubblica la collana educativa I Love English, StoryBox  che ha ispirato il cartone animato SamSam, AdventureBox (versione anglofona di J'aime lire) per i bambini dai sei ai nove anni di età, nonché DiscoveryBox rivolto ai ragazzi dai nove ai dodici anni. In inglese sono pubblicati anche i seguenti periodici: Living with Christ, Catechist e Today's Catholic Teacher.